# جيمس إف. لويد
جيمس إف. لويد هو سياسي أمريكي، ولد في 27 سبتمبر 1922 في هيلينا في الولايات المتحدة، وتوفي في 2 فبراير 2012 في بينساكولا في الولايات المتحدة. نشط حزبياً في الحزب الديمقراطي.

## مناصب
- انتخب عضو مجلس النواب الأمريكي [الإنجليزية]‏ عن دائرة الدائرة الكونغرسية الخامسة والثلاثون لكاليفورنيا [الإنجليزية]‏ وقد انضم خلال فترته النيابية [الإنجليزية]‏ (3 يناير 1979 – 3 يناير 1981) للكتلة البرلمانية الحزب الديمقراطي.
- انتخب عضو مجلس النواب الأمريكي [الإنجليزية]‏ عن دائرة الدائرة الكونغرسية الخامسة والثلاثون لكاليفورنيا [الإنجليزية]‏ وقد انضم خلال فترته النيابية [الإنجليزية]‏ (3 يناير 1977 – 3 يناير 1979) للكتلة البرلمانية الحزب الديمقراطي.
- انتخب عضو مجلس النواب الأمريكي [الإنجليزية]‏ عن دائرة الدائرة الكونغرسية الخامسة والثلاثون لكاليفورنيا [الإنجليزية]‏ وقد انضم خلال فترته النيابية [الإنجليزية]‏ (3 يناير 1975 – 3 يناير 1977) للكتلة البرلمانية الحزب الديمقراطي.
- انتخب عضو مجلس النواب الأمريكي [الإنجليزية]‏.